# Alticola
Az Alticola, vagy szirtipocok az emlősök (Mammalia) osztályának rágcsálók (Rodentia) rendjébe, ezen belül a hörcsögfélék (Cricetidae) családjába tartozó nem.

## Rendszerezés
A nembe az alábbi 3 alnem és 12 faj tartozik:
- Alticola Blanford, 1881
  - Alticola albicaudus True, 1894
  - Alticola argentatus Severtzov, 1879
  - Alticola barakshin Bannikov, 1947
  - Alticola montosa True, 1894
  - Royle-szirtipocok (Alticola roylei) Gray, 1842
  - Alticola semicanus G. M. Allen, 1924
  - Alticola stoliczkanus Blanford, 1875 – típusfaj
  - Alticola tuvinicus Ognev, 1950

- Aschizomys Miller, 1899
  - Alticola lemminus Miller, 1898
  - nagyfülű szirtipocok (Alticola macrotis) Radde, 1862
  - Alticola olchonensis Litvinov, 1960 - korábban az Alticola tuvinicus alfajának tekintették

- Platycranius Kastschenko, 1901
  - Alticola strelzowi Kastchenko, 1899